# 1968-as magyar asztalitenisz-bajnokság
Az 1968-as magyar asztalitenisz-bajnokság az ötvenegyedik magyar bajnokság volt. A bajnokságot február 16. és 18. között rendezték meg Budapesten, a Nemzeti Sportcsarnokban.

## Eredmények
| Versenyszám  | Arany                                                                            | Arany | Ezüst                                                                     | Ezüst | Bronz | Bronz |
| ------------ | -------------------------------------------------------------------------------- | ----- | ------------------------------------------------------------------------- | ----- | --- | ----- |
| Férfi egyéni | Jónyer István Diósgyőri VTK                                                      |       | Rózsás Péter BVSC                                                         |       | Börzsei János Bp. Gumiipari SCBeleznay Mátyás VM Közért                                                                |       |
| Női egyéni   | Kisházi Beatrix Statisztika Petőfi SC                                            |       | Németh Mária Bp. Postás                                                   |       | Kóczián Éva Bp. Vörös MeteorVörös Gabriella 31. sz. Építők                                                             |       |
| Férfi páros  | Papp József, Volentics Lajos Aknamélyítő Bányász                                 |       | Faházi János, Berczik Zoltán Csepel SC, BVSC                              |       | Beleznay Mátyás, Jónyer István VM Közért, Diósgyőri VTKPigniczki László, Börzsei János Bp. Spartacus, Bp. Gumiipari SC |       |
| Női páros    | Jurikné Heirits Erzsébet, Kisházi Beatrix Ferencvárosi TC, Statisztika Petőfi SC |       | Németh Mária, Séra Judit Bp. Postás                                       |       | dr. Harkányi Ágnes, Csőke Gabriella Bp. PostásKóczián Éva, Papp Angéla Bp. Vörös Meteor, Statisztika Petőfi SC         |       |
| Vegyes páros | Jónyer István, Kóczián Éva Diósgyőri VTK, Bp. Vörös Meteor                       |       | Börzsei János, Jurikné Heirits Erzsébet Bp. Gumiipari SC, Ferencvárosi TC |       | Faházi János, Németh Mária Csepel SC, Bp. PostásRózsás Péter, Papp Angéla BVSC, Statisztika Petőfi SC                  |       |